# Магда Пушкарова
Магда Пушкарова е българска народна певица от Странджанския край.

## Биография
Магда Пушкарова е родена на 15 април 1920 г. в Малко Търново, в семейството на бежанци от Одринска Тракия и още като дете научава много от песните, които влизат в репертоара ѝ.
Пушкарова е една от основателките на Държавния ансамбъл за народни песни и танци „Филип Кутев“ през 1951 г., като е избрана за солистка, заедно с Вълкана Стоянова и Йорданка Илиева – лично от Филип Кутев. Записала е една дългосвиреща плоча и четири малки, изнесла е концерти в около 25 страни. Повече от 100 нейни песни се съхраняват в Златния фонд на БНР, както и няколко филма и телевизионни предавания в БНТ.
През 2005 г. ѝ е връчена наградата „Нестинарка“ на Международния фолклорен фестивал в Бургас за цялостен принос в областта на народното изпълнителско творчество.
Умира на 18 май 2006 г. в София. Погребана е в Централните софийски гробища.
През декември 2006 г. посмъртно се издава книгата „Чародейката на Странджа“ (съставител – ст. н. с. д-р Михаил Букурещлиев), която съдържа 86 емблематични за певицата песни, лично подбирани от нея, малко преди да почине. Сред тях най-известните ѝ песни са „Тудору, Тудору“ и „Що не ме ожениш, мале“.

## Дискография

### Малки плочи
- Магда Пушкарова – ВНК 2774
- Магда Пушкарова – Странджански народни песни – ВНК 3652
- Магда Пушкарова – ВНМ 5977
- Комня Стоянова / Магда Пушкарова – ВНМ 6160

### Дългосвирещи плочи
- Изпълнения на Магда Пушкарова – ВНА 1540 (1973)